# Monsterscore

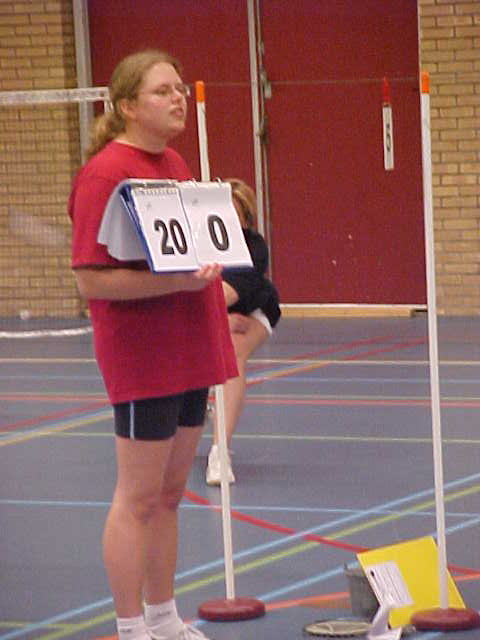
Monsterscore van 20-0.

Monsterscore of monsterzege is een term die in de sport wordt gebruikt om een grote, uitzonderlijke uitslag van een match aan te geven.
De cijfers van een monsterscore zijn bij elke sport verschillend. Enkele voorbeelden:
- Bij voetbal kan 8–0 als een monsterscore beschouwd worden. 21–7 is een zeer extreme monsterscore, terwijl dit bij American football een normale uitslag is.
- Bij snooker kan een frame tussen wereldtoppers eindigen in 78–0 zonder dat dit als een monsterscore ervaren wordt: als een speler goed in een frame zit, blijft die aan de beurt en kan de tegenstander alleen maar toekijken.

Het genoemde voorbeeld bij snooker zou op lagere niveaus wel als monsterscore kunnen gelden, omdat amateurs meestal niet de technische beheersing hebben om een frame zo ver uit te spelen. Bij basketbal zijn de scores in de wereldtop eveneens hoger, maar een nulscore voor de verliezer komt in profwedstrijden niet voor: ook de verliezers hebben gewoonlijk tientallen punten gescoord.
Het verband tussen spelpeil en monsterscores is dus niet eenduidig. Min of meer universeel is wel, dat in lagere klassen van een sport grote krachtsverschillen voorkomen, wat tot grote uitslagen kan leiden. Bij sporten die geen grote verspreiding kennen, zet dit zich soms tot het hoogste niveau voort. Zo heeft Nederland jarenlang vrijwel een abonnement op het wereldkampioenschap korfbal gehad, met navenante uitslagen.

## Neutraliseren van krachtsverschillen
Monsterscores duiden op te grote krachtsverschillen, die noch voor de winnaar, noch voor de verliezer interessant zijn. Sporten en toernooien nemen uiteenlopende maatregelen om tot een spannende competitie te komen en de rol van het toeval te beperken. Daarvoor zijn er indelingen in klassen, groepen en poules, maar ook handicaps voor bepaalde spelers of teams. Enkele voorbeelden:
- Bij snooker gaat een wedstrijd over meerdere frames.
- In het wielrennen was er tot 2007 een WK voor B-landen.
- Hockey en ijshockey hadden ook kampioenschappen voor C-landen.
- In de Formule 2, waar het weekend een kwalificatie en twee races omvat, wordt voor de sprintrace de startvolgorde omgekeerd ten opzichte van de hoofdrace, althans voor de top tien uit de kwalificatie.[1]
- Golf heeft naast de gebruikelijke organisatorische indelingen ook een handicapsysteem, waardoor wedstrijden tussen spelers van verschillend niveau mogelijk zijn.
- Bij paardenraces krijgen succesvolle paarden extra gewicht opgelegd. De hoeveelheid wordt voor de race bepaald door een handicapper.[2] Jonge en onervaren jockeys kunnen een allowance claimen, een kleine vermindering van het gewicht dat hun paard moet dragen.[3]

## Wantrouwen
Monsterscores die de uitkomst van een competitie of toernooi beïnvloeden, worden vaak met wantrouwen bekeken, eventueel met insinuaties van gebrek aan inzet, wedstrijdvervalsing, omkoping of andere vormen van onsportief gedrag.
Een voorbeeld is het kwalificatietoernooi voor het Europees kampioenschap voetbal 1984: grootmacht Spanje kon zich ten koste van Nederland kwalificeren als het met minstens elf doelpunten won van voetbaldwerg Malta. Het werd  12–1 en er werd gerept van omkoping, doping, matchfixing, amateurisme, willekeur, sabotage en persoonlijke belangen.
Om beschuldigingen te voorkomen besloot de UEFA daarna om beslissende kwalificatiewedstrijden gelijktijdig te laten spelen. 

## Monsterscores per sport

### Basketbal
Een verschil van 50 of meer punten is extreem in de NBA; dat is 54 keer voorgekomen in de geschiedenis (stand eind 2023). Een marge van 60 tot 69 punten is zes keer voorgekomen, en meer dan 70 slechts een keer: de Memphis Grizzlies wonnen in 2021 thuis van Oklahoma City Thunder met 152–79, een verschil van 73. Ook op lagere niveaus zijn zulke scores uitzonderlijk. De East Central Tigers waren in 2008 de eerste ploeg in het moderne college basketball die meer dan 110 keer scoorde en toch verloor met meer dan 50 punten. Uit tegen de Texas Tech Red Raiders werd het 115–167, een verschil van 52.

### Hockey
8–0 geldt bij hockey als een monsterscore. In 2019 (EK vrouwen) was dit de hoogste score ooit in de halve finale van een Europees kampioenschap. In een groepswedstrijd was al met 14–0 gewonnen. In 2023 werd het in een groepswedstrijd van het WK mannen eveneens 14–0. Daarmee brak het Nederlandse team het WK-record van de Australische ploeg tegen Zuid-Afrika (12–0).

### Voetbal
Bij voetbal is er een verband tussen niveau en scores. Een thuisnederlaag van 0–6 bij Lazio tegen Inter in de Serie A was de grootste in de 125-jarige clubhistorie en werd als monsterzege voor Inter bestempeld, terwijl zoiets op amateurniveau ongewoon maar niet extreem is. Andere betrekkelijk lage uitslagen die als monsterzege aangeduid werden, waren 7–1 in een jeugd-interland en 5–0 in de Premier League.
Enkele monsterzeges zijn bekend geworden:
- Een voormalig record heeft meer dan een eeuw gestaan: In 1885 won Arbroath FC in de Scottish Cup met 36–0 van Bon Accord FC. In tegenstelling tot het record van 2002 werd er niet opzettelijk verloren.[15] Over de wedstrijd en de teams gaan diverse verhalen, maar in elk geval was Bon Accord onervaren.
- Een monsterscore was de 31–0-overwinning van Australië op Amerikaans-Samoa op 11 april 2001.
- Op amateurniveau was er een opvallende wedstrijd in Nederland: het derde team van ELI versloeg het tiende van Sparta’25 met 55–0. ‘Zelfs onze keeper heeft er zeven gemaakt’. Sparta’25 eindigde de wedstrijd met acht man.[16]
- De hoogst bekende score is 149–0, in het seizoen 2002–2003 van de THB Champions League, de hoogste klasse in Madagaskar. Het waren uitsluitend eigen doelpunten van SOE Antananarivo 'tegen' AS Adema in opdracht van de trainer. Die protesteerde daarmee tegen de arbitrage in een eerdere wedstrijd waarin de club het kampioenschap misliep.[17][18]
- Ook opmerkelijk waren twee vrijwel gelijktijdige monsterscores, op 5 juli 2022 in de Sierra Leone National Premier League: Gulf FC versloeg Koquima Lebanon met 91–1 en het uitspelende Kahunla Rangers won met 95–0 van Lumbenbu United, waarmee Kahunla zich plaatste voor de play-offs. De nationale bond kondigde een onderzoek aan.[19]

### Waterpolo
In het waterpolo golden uitslagen van 22–3 en 23–3 bij interlands in 2020 als monsterscore. De Nederlandse vrouwen boekten deze scores op het Europees kampioenschap 2020 in Groep B, tegen Israël en Duitsland.